# Podocerus zeylanicus
Podocerus zeylanicus is een vlokreeftensoort uit de familie van de Podoceridae. De wetenschappelijke naam van de soort is voor het eerst geldig gepubliceerd in 1904 door Walker.